# Strawberry Panic!
Strawberry Panic! (jap. ストロベリー・パニック! Sutoroberī Panikku!) – seria japońskich ilustrowanych fikcyjnych opowiadań z gatunku yuri, napisanych przez Sakurako Kimino, skupiających się na grupie nastoletnich dziewcząt, uczęszczających do trzech szkół dla dziewcząt w Astraea Hill. Wspólnym tematem całej opowieści są intymne lesbijskie relacje między bohaterkami.
Sześć miesięcy po pierwszej publikacji Strawberry Panic! w Dengeki G’s Magazine, wyniki zaczęły wskazywać, że seria odniosła sukces, a liczba jej fanów znacznie wzrosła. W odpowiedzi na to zaczęto wydawać mangę i light novel. W 2006 roku Madhouse wydało serię anime, MediaWorks – powieść wizualną, a Dwango Co. grę mobilną, która składała się z pierwszych ośmiu minut powieści wizualnej od Media Works oraz szeregu gier logicznych.

## Light novel
| Nr | Data wydania     | ISBN                   |
| -- | ---------------- | ---------------------- |
| 1  | 10 marca 2006    | ISBN 978-4-8402-3354-5 |
| 2  | 10 sierpnia 2006 | ISBN 978-4-8402-3526-6 |
| 3  | 10 grudnia 2006  | ISBN 978-4-8402-3646-1 |

## Manga
| Nr | Data wydania         | ISBN                   |
| -- | -------------------- | ---------------------- |
| 1  | 27 marca 2006        | ISBN 978-4-8402-3419-1 |
| 2  | 27 października 2006 | ISBN 978-4-8402-3600-3 |